# 가와이 쓰기노스케
가와이 쓰기노스케(일본어: 河井 継之助 かわい つぎのすけ[*], 분세이 10년 1월 1일 (1827년 1월 27일) - 게이오 4년 8월 16일 (1868년 10월 1일))는 에도 시대 말기 (막부 말기)의 무사이다. 에치고 나가오카번 마키노가의 가신이다. "츠기노스케"는 아명ㆍ통칭으로, 읽기는 향리의 니이가타현 나가오카시에 있는 가와이 쓰기노스케 기념관은 "츠기노스케(つぎのすけ)"라고 하지만, 사망지인 후쿠시마현 타다미마치의 동명 시설은 "츠구노스케(つぐのすけ)"라고 하고 있다. 휘는 아키요시 (秋義), 호는 창룡굴 (蒼龍窟), 녹고는 120석, 아내는 스가이다.
보신전쟁의 일부인 북월 전쟁에서 나가오카번 측에서 주도했다고 알려져있다.

## 카와이가의 개요
카와이가의 선조는, 오미 제제번 혼다씨의 가신이었다는 설과, 칸바라군 카와이무라 출신의 지자무라이라는 두가지 설이 있다. 혼다씨 가신설에는 제제번 번주의 딸이 초대 에치고 나가오카번 번주 마키노 타다나리의 적자 미츠나리 (번주 되기 전에 사망)에게 시집가면서 카와이 세이자에몬과 타다에몬의 형제가 나가오카로 대동했다. 그리고 형에게 40석, 동생에게 25석이 주어졌고, 그대로 마키노가의 신참 가신이 되었다. 처음에 형 키요자에몬의 가계는, 그 소료의 요시자에몬이 킨슈ㆍ메츠케와 반을 진행시켜 다이구미에 들어갔다. 보신 전쟁에서 총졸대장이었던 카와이 히라요시는 키요자에몬의 분가줄기에 해당한다. 
동생 타다에몬은 처음에 우필역이 되었고, 그 후에 코오리부교가 되었다. 그 사이에 가증이 두 차례 있어 다이구미에 들어가 100석이 되어, 카와이 킨다이부가로 불렸다. 츠기노스케의 카와이가는 이 타다에몬 (카와이 긴다이부가)의 둘째 아들 다이에몬 노부타카가 신지 30가마 2인부지를 주어 호에이 4년 (1707년)에 츄코쇼로 불려가 별가가 된 것이다. 즉, 카와이가에는 키요자에몬을 초대로 하는 본가 (50석), 타다에몬을 초대로하는 분가 (100석, 후에 20석 가증), 노부타카를 초대로 하는 분가 (120석)가 있었다. 가와이 쓰기노스케의 조상인 노부타카는 당초 30가마 2인 부지였다. 그 후, 칸죠가시라, 니이가타쵸부교를 역임해 모노가시라격도 되었고, 녹고는 140석이 되었다. 그리고 그 중 120석의 상속을 인정받아 120석 짜리 가문이 되었을 것으로 추측된다. 참고로 노부타카가 코오리부교였음을 번정 사료에서는 확인 할 수 없다. 3대인 다이에몬 아키츠네도 노부타케와 같은 직책을 역임했다. 츠기노스케의 아버지로 코오리부교를 지낸 4대 다이에몬 아키노리 때, 어떤 사정으로 20석이 줄어들어 120석이 되었다고, 『가와이 쓰기노스케전』에 있는데, 이는 아시타카 장례로 녹고 자체가 줄어든 것은 아니라고 생각된다. 참고로 이 아키노리는 풍류인이었던 것 같아 료칸과도 친분이 있었다.
위에 서술한 것과 같이, 집안의 노부타카계 카와이가의 위치는 능력 평가가 높은 역방 (민정ㆍ재정)의 요직을 담당하는 중견처의 가문이었다고 할 수 있다. 또 다른 카와이가보다 입신함으로써 카와이 여러 가문 중에서도 우위에 있었을 것으로 보인다. 이러한 카와이가의 입장은 번내와 국내 정세 불안 속에서 츠기노스케가 게이오 원년 (1865년) 코오리부교로 발탁되어 번정 개혁을 주도하고, 이후 직책을 거듭하면서 번의 실권자가 되어가게 된 소지였다고 할 수 있다. 츠기노스케의 할아버지까지의 니이가타쵸부교의 취임기간은 <니이가타마치부교#덴포7년까지의 역대 니이가타마치부교>를 참고
또한 카와이가를 "부교격"의 집안이라고 설명하는 것이 있으나, 이는 잘못된 것이다. 첫째, 나가오카번의 가격에 부교격이라는 가격은 존재하지 않았다. 둘째, 역사학상 지방(지가타)의 봉행직이라 부르기도 하는 마치부교나 코오리부교 등과는 별도로 나가오카번에서는 가로를 보좌하는 직책으로서 부교직 (오부교)이 존재하여 번정 전반에 중점을 두었으며, 때로는 가판의 열 (최광의의 노직)도 되었다. 
츠기노스케는 츄로가 되기 전, 고요닌ㆍ코오리부교ㆍ마치부교 겸대가 된 후에 "오부교 격 카한"에 취임하였다. 이 "부교격"에 카와이가에서 등용된 것은 츠기노스케가 최초였다. 따라서 카와이가를 부교급 집안이었다고 보는 것도 잘못이다. 더불어 부교와 부교격을 혼동하는 경우도 있지만, 엄밀히 말해 부교격은 "부교동격 (부교와 동등한 격식)"을 가리키며 부교 본직에 취임한 것은 아니다. 
참고로 『나가오카시사』에서는 마치부교는 반가시라 겸무가 원칙이므로, 마치부교 겸대가 된 시점에서 츠기노스케는 반가시라로 취임했을 가능성이 높다. 

## 수양ㆍ유학 시기

### 탄생 ~ 청년기

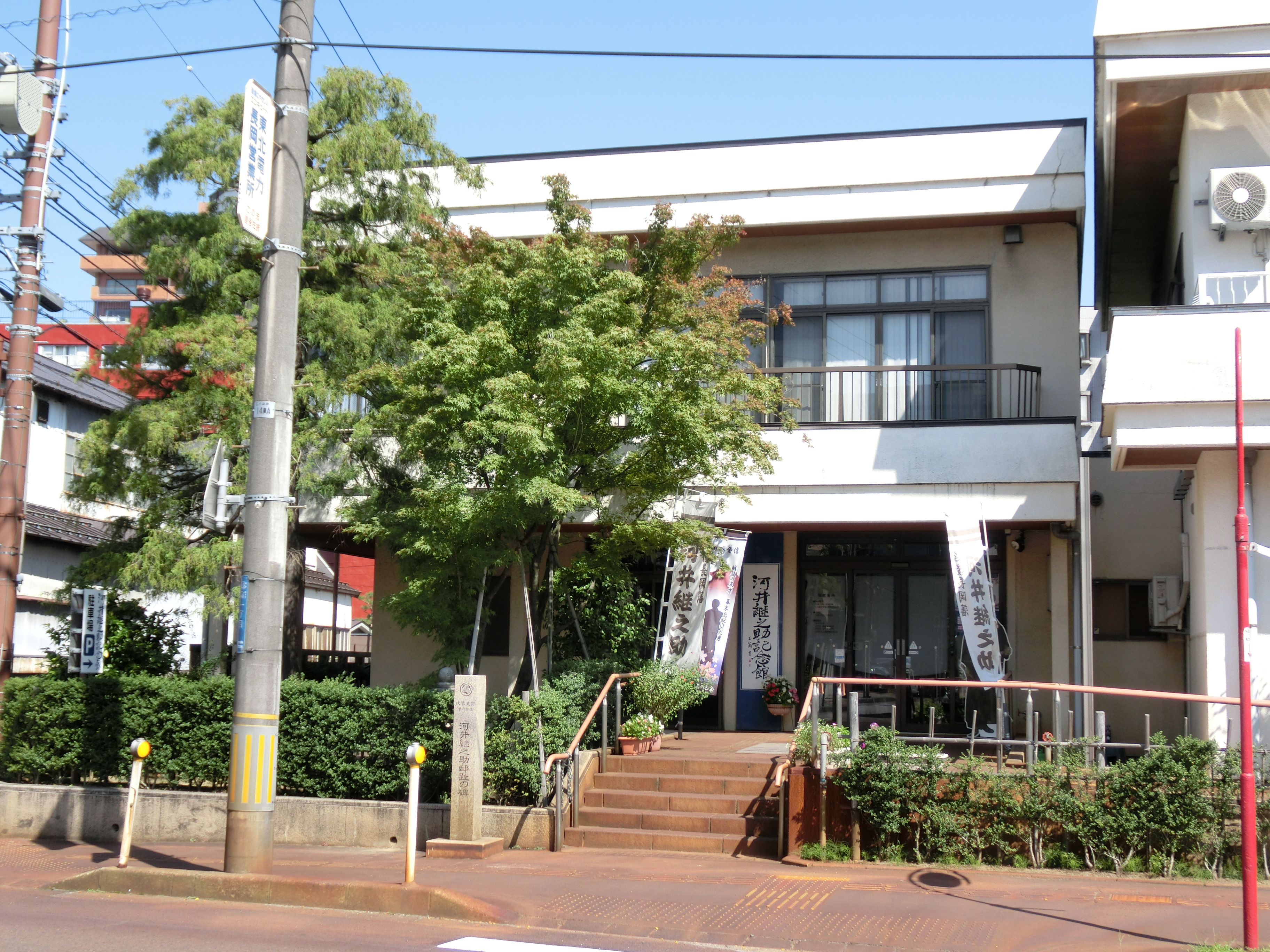
가와이 쓰기노스케 생가터 (현 가와이 쓰기노스케 기념관) (니이가타현 나가오카시 나가마치)

분세이 10년 (1827년), 나가오카성하의 나가마치에서 다이에몬 아키노리와 사다의 장남으로써 태어난다. 어린 시절에는 성미가 세고, 개구쟁이로, 지기 싫어하는 성격이었다고 한다. 12~3살 무렵, 저마다 스승을 붙여 검술이나 마술 등의 무예를 배웠지만, 스승이 가르치는 식의 예절이나 예절을 따르지 않기는커녕, 말대꾸하고 제멋대로 했기 때문에, 끝내 스승이 처치 곤란하다고 애물단지로 취급 당할 정도였다. 이후, 번교인 숭덕관에서 유학을 배우기 시작했고, 이때 도강인 타카노 쇼인의 영향으로 양명학에 경도되어 갔다.

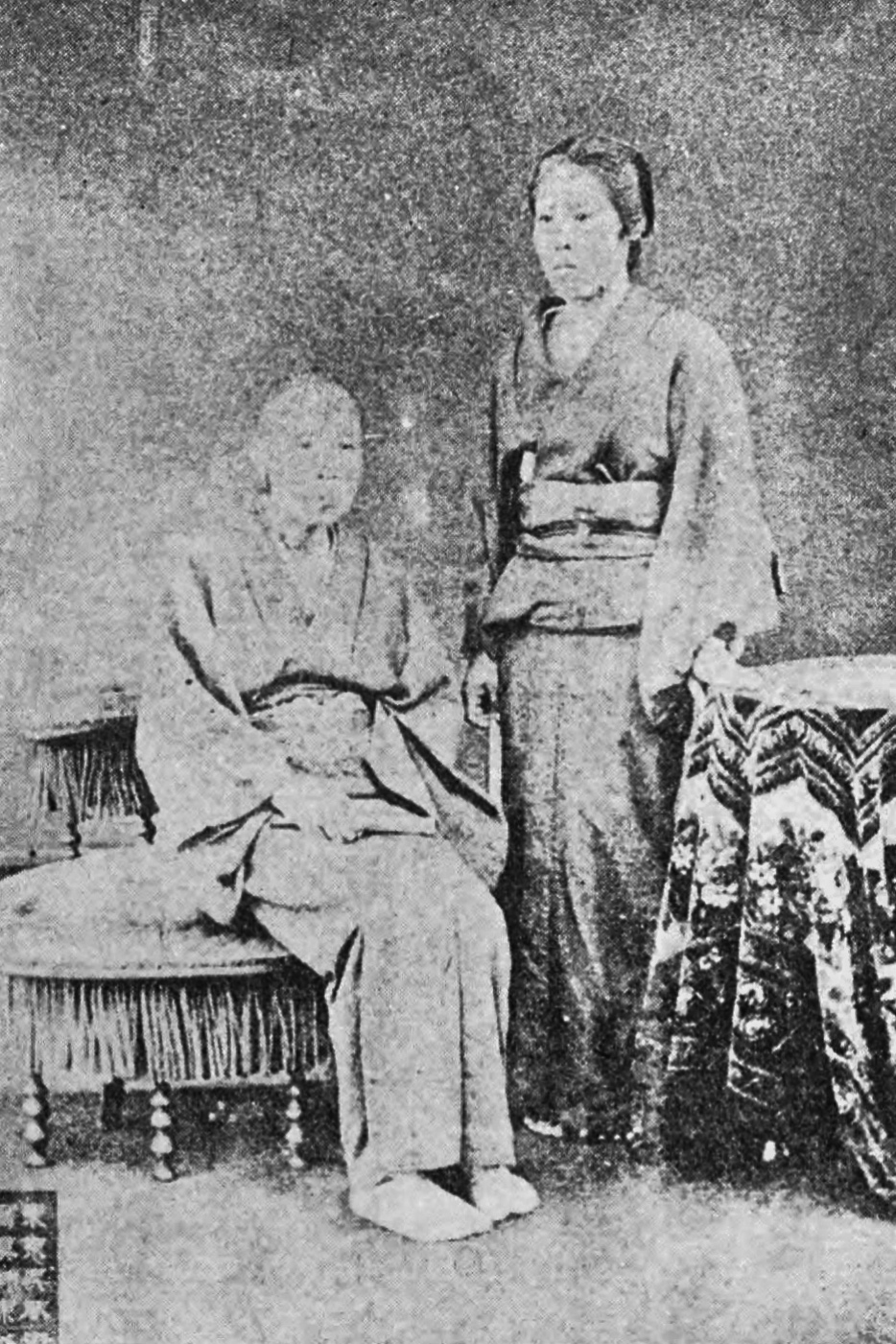
츠기노스케의 어머니 사다 (왼쪽), 아내 스가 (오른쪽)

덴포 13년 (1842년)에 원복, 아키요시로 이름을 바꿨다. 노부타카계 카와이가의 당주는 원복하면 대대로 '다이에몬'을 세습했는데, 가와이 쓰기노스케 아키요시는 원복 후에도 아명인 '츠기노스케'를 통칭으로 사용했다. 17세 때, 츠기노스케는 닭을 갈라 왕양명을 모시고, 보국을 맡아야 할 것, 즉 번을 지탱하는 명신이 될 것을 다짐한다.  그 이듬해, 성하의 화재로 인해 츠기노스케의 집도 소실되었기 때문에, 현재 터가 있는 집으로 옮겨 산다.

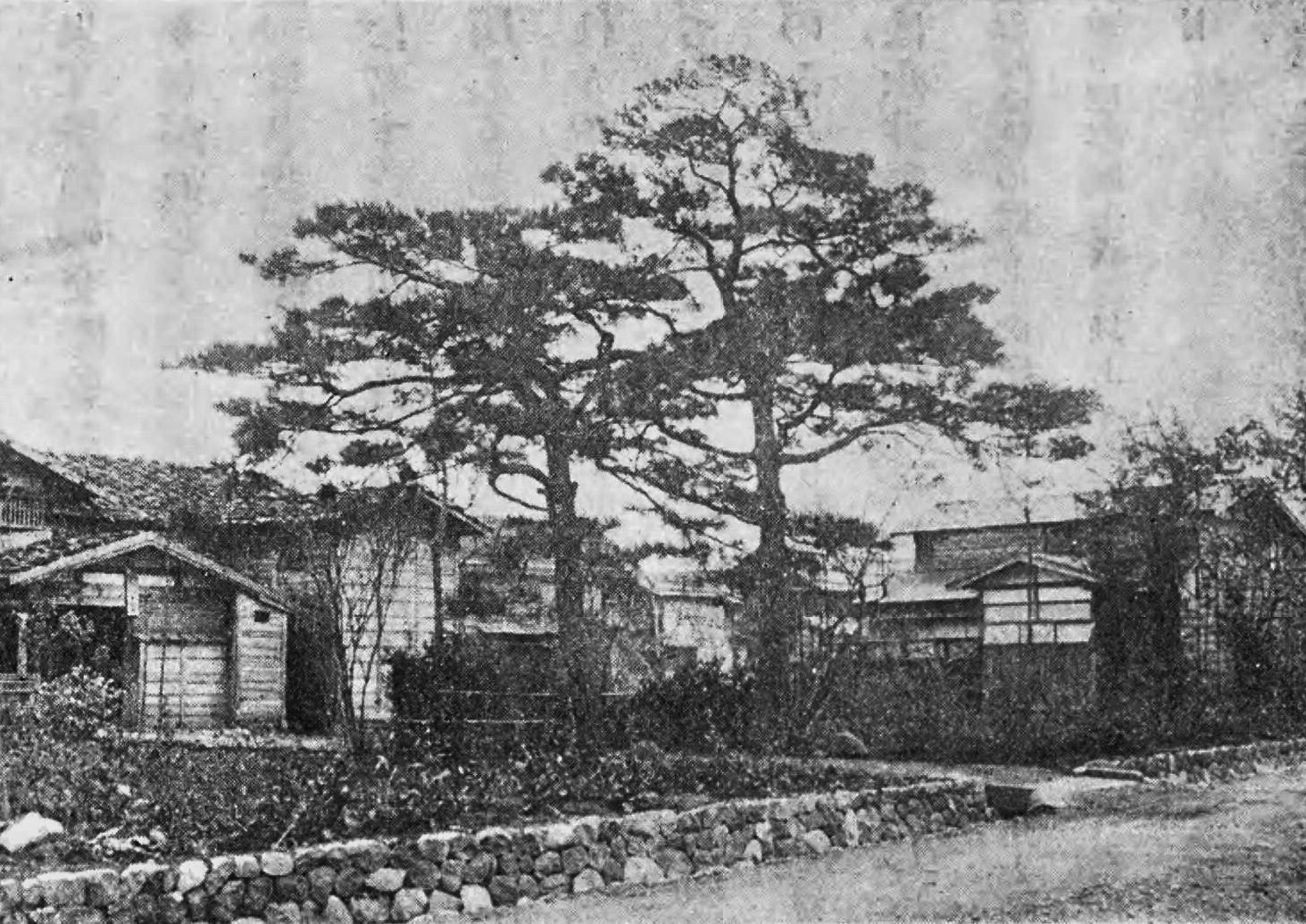
츠기노스케 저택 터에 있던 2개의 소나무 (메이지 시대 촬영). 호인 "창룡굴"의 유래가 되다

가에이 3년 (1850년)에 나기노 키헤에 (250석, 소바요닌)의 여동생 스가와 결혼한다. 덧붙혀 나기노씨는 안세이 번정 개혁을 주도한 무라마츠 타다츠구 우에몬의 외가이며, 『무감』에서도 번주 양자 마키노 타다노리 부역에 나기노야고자에몬이 보이므로, 매형 사노 요소자에몬 (무감에서 부역이 되고 있는 것을 확인할 수 있다)과 마찬가지로 이 번주 측근 일족과의 결연이 츠구노스케의 출세에 플러스로 작용했을 가능성이 높다. 
츠기노스케는 청년 시절부터 주로 일본ㆍ중국 (송ㆍ명) 유학자ㆍ철학자의 어록이나 명ㆍ청 시대 주의서류의 책을 자주 복사했다. 또 독서법에 대해서도 나중에 우도노 단지로와 그 본연의 자세에 대해 논의했을 때 다독을 좋아한다는 우도노에 대해 츠기노스케는 정독을 주장했다고 한다. 이러한 서적에 대한 자세는 후의 유학 때에도 일관되었다.

## 가와이 쓰기노스케를 다룬 작품

### 서적
가와이 쓰기노스케를 다룬 주요 저서를 들었다. 막부 말기의 나가오카번 관계의 저서나 비즈니스계 잡지의 기사 등은 포함하지 않는다. 또 동일 저자에게 가와이 쓰기노스케에 대해 쓰여진 여러 저서가 있는 경우, 대표적인 한권만 들었다.
- 『少年読本第三編 河井継之助』 (토가와 잔카(残花) (토가와 야스이에) 저서, 박문관, 1899년)
- 『北越戊辰戦争と河井継之助』 (이노우에 카즈츠구 저서, 이데아서원, 1928년)
- 『河井継之助』 (「人物研究叢刊第17」, 神村実 저서, 킨케이학원, 1933년)
- 『河井継之助』 (호시야마 미츠구 저서, 三教書院〈偉人叢書〉, 1942년)
- 『英雄と学問 河井継之助とその学風』 (「師友選書第12」, 야스오카 마사히로 서술, 明徳出版社, 1957년)
- 『峠』 (시바 료타로 저서, 신쵸샤, 1968년)
- 『河井継之助のすべて』 (安藤英男 編, 신인물왕래사, 1981년)
- 『河井継之助余聞』 (緑川玄三 저서, 野島出版, 1984년)
- 『河井継之助写真集』 (安藤英男 저서, 横村克宏 写真, 신인물왕래사, 1986년)
- 『愛憎　河井継之助』 (中島欣也저서, 恒文社, 1986년)
- 『河井継之助の生涯』 (安藤英男 저서, 신인물왕래사, 1987년)
- 『武士 (おとこ) の紋章』 (이케나미 쇼타로 저서, 신인물왕래사, 1990년)
- 『良知の人河井継之助 義に生き義に死なん』 (石原和昌 저서, 일본경제평론사, 1993년)
- 『日本を創った先覚者たち ― 井伊直弼・小栗忠順・河井継之助』 (新井喜美夫 저서, 総合法令, 1994년)
- 『小説河井継之助 武装中立の夢は永遠に』 (도몬 후유지 저서, 토요경제신문사, 1994년)
- 『北越の竜 河井継之助』 (岳真也 저서, 카도가와 서점, 1995년)
- 『河井継之助 薩長に挑んだ男』 (『歴史読本』第40巻第7号「シリーズ人物検証 7」, 신인물왕래사, 1995년)
- 『北越蒼龍伝 ― 河井継之助の生涯』 (菅蒼一郎 저서, 日本図書刊行会, 1997년)
- 『小説 幕末輸送隊始末 ― 悲憤の英将 河井継之助』 (竹田十岐生 저서, 新風舎, 1997년)
- 『河井継之助』 (호시 료이치 저서, 成美文庫, 1997년)
- 『歴史現場からわかる河井継之助の真実』 (外川淳 저서, 토요경제신문사, 1998년)
- 『河井継之助 立身は孝の終りと申し候』 (稲川明雄 저서, 恒文社, 1999년)
- 『河井継之助 信念を貫いた幕末の俊英』 (시바 고 저서, PHP문고・PHP연구소, 1999년)
- 『河井継之助 吏に生きた男』 (安藤哲也 저서, 新潟日報事業社, 2000년)
- 『河井継之助と明治維新』 (太田修 저서, 新潟日報事業社, 2003년)
- 『怨念の系譜 河井継之助, 山本五十六, そして田中角栄』 (하야사카 시게조 저서, 슈에이샤, 2003년)
- 『龍虎会談 戊辰, 長岡戦争の反省を語る』 (山崎宗彌 저서, 2004년)
- 『その時歴史が動いた コミック版 志士たちの幕末編』「北越の蒼龍“明治”に屈せず-河井継之助地方自立への闘い」 (이노우에 다이스케 작화, 호무샤, 2009년)

### 논문
가와이 쓰기노스케에 대해 고찰한 주된 논문을 들었다. 막부 말기의 나가오카번 관계의 논문 등은 포함하지 않는다.
- 安藤哲也「幕末期における政治主体と政治意識 ― 河井継之助の政治思想について」 (1976년)
- 小川和也「河井継之助生誕の地を求めて ― 越後長岡藩における河井家の位置」 (『歴史読本』48巻1号, 2003년)
- 吉田公平 「鈴木無隠の「河井継之助言行録」について」 (『東洋大学中国哲学文学科紀要』14号, 2006년)
- 『長岡郷土史』所収の該当論文 (長岡郷土史研究会編, 第1〜44号, 1960〜2007년)

### 드라마
과거에 가와이 쓰기노스케를 그린 TV 드라마가 몇개 제작되었다.
- 화신 (花神)
쇼와 52년 (1977년) 1월 2일 ~ 12월 25일 방송된  NHK대하드라마. 시바 료타로의 소설 『화신(花神)』『세상에 사는 나날』『11번째 지사』『고개(峠)』『다테의 쿠로후네』의 5작을 원작으로 하여, 드라마의 주연은 오오무라 마스지로이지만, 츠기노스케는 준주연급으로, 후반의 많은 이야기에 등장한다. 연기를 한 타카하시 히데키의 인기와 맞물려 「가와이 쓰기노스케」의 이름이 전국에 알려지는 것으로 이어졌다.
- 최후의 사무라이 가와이 쓰기노스케
헤이세이 11년 (1999년) 12월 30일 방송된 테레비 아사히 제작에 의한 2시간 연말 스페셜. 「시마다 신스케의 2000년에 고함! 스페셜 막부 말기를 앞지른 경이로운 나류 샐러리맨」이라고 하는 부제가 붙어있어 역사의 위인을 소재로 한 교양 버라이어티 프로그램의 연장상에 위치하는 작품. 아베 히로시가 연기했다.
- 가와이 쓰기노스케 〜앞질러 간 푸른 용〜
헤이세이 17년 (2005년) 12월 27일 방송된 쇼치쿠・니혼테레비 제작에 의한 2시간 반의 연말 대형 사극. 원작에 관한 정보는 알 수 없으나, 대ㅐ략 소설 『고개』의 내용을 답습하고 있다. 18대 나카무라 칸자부로가 연기하고, 18대 칸자부로 계승 기념 작품이기도 하다.
- 철과 보리와 붉은 벽돌 〜가와이 쓰기노스케와 토야마 슈조 뜻의 릴레이〜
헤이세이 22년 (2010년) 9월 13일 방송된 UX (니이가타 테레비21) 제작에 의한 스페셜 방송. 가와이 쓰기노스케의 뜻을 이은 제자 토야마 슈조가 칸사이 재계의 기초를 쌓기까지를 그린 역사 다큐멘터리 작품. 재현 드라마 녹화는 츠기노스케의 종언지인 후쿠시마현 타다미쵸에서 진행되었으며, 가와이 쓰기노스케 기념관에 보존되어있는 「가와이 쓰기노스케 종언 사이」가 사용되었다. 츠기노스케 역에는 일반 공모로 선출된 미야무라 타츠야 (니이가타시 거주)가 연기했다.
- 나가오카성을 탈환하라
헤이세이 27년 (2015년) 2월 28일 방송된 UX (니이가타 테레비21) 제작에 의한 스페셜 방송. 북월전쟁이 개전한 지 얼마 지나지 않아 신정부군의 기습공격으로 나가오카성은 어이없이 낙성된다. 본래라면 성이 함락된 시점에서 종전이 되겠지만, 나가오카번은 카모에 집결한 아이즈, 요네자와 등 오우에츠 열번 동맹 제번의 힘을 결집하여 나가오카성을 탈환한다. 카모에 결집한 오우에츠 열번 동맹의 제번이 연 작전회의 「카모 군의회」에서 아이즈, 요네자와 같은 대번을 어기고, 소번의 나가오카번이 주도권을 잡는 별채를 연기한 것이 츠기노스케이다. 북월전쟁의 단초가 된 「코치야 담판」, 「카모 군의회」,패주하는 나가오카번 번사와 그 가족 등이 빠진 「80리월(越)」의 3국면을 축으로 드라마로 「재현」。하야시 오사무와 가와이 쓰기노스케 기념관 (니이가타현 나가오카시) 관장 이나카와 아키오의 토크와 함께 각각의 장면, 국면 의 어려움, 북월전쟁의 진수를 보여준다.

### 영화
- 고개 마지막 사무라이
레이와 4년 (2022년) 6월 17일 공개. 주연：야쿠쇼 코지, 감독：코이즈미 타카시

### 애니메이션
- 막말기관설 이로하코호에로
2006년 10월 6일부터 2007년 4월 6일 (전달 개시일 기준)까지 인터넷을 통한 동영상 전달 사이트・GyaO에서 공개된 일본의 연속 오리지널 애니메이션 (Web 애니메이션) 작품. 전 26화. 가와이 쓰기노스케 역의 성우는 오오니시 타케하루로, 나가오카번의 가로로써 번을 지키기 위해 「불법 옥션」에서 개틀링포를 낙찰. 옥션 때는 하리오 겐번에 호위를 맡기고 있었다. 북월 전쟁에서 다리에 상처를 입고 사망.

### 무대
- 최후의 사무라이 (2015년 3월 4일 - 15일, 텐노즈 은하극장, 주연 : 이치하라 하야토, 각본: 오카모토 타카야, 연출: 이반 캡넷)

### 참고 문헌
- 이마이즈미 타쿠지로 『가와이 쓰기노스케전』 (메구로서점, 1931년)
- NHK「불을 뿜는 개틀링포」『역사로의 초대 14』 (1981년)
- 나가오카시 교육위원회, 나가오카시립 중앙도서관 『나가오카시 역사전』 (나가오카시, 2004년)